# Шевниця (Словенія)
Шевниця (словен. Ševnica) — поселення в общині Мирна, регіон Південно-Східна Словенія, Словенія.